# Catharine Garmany
Catharine "Katy" Doremus Garmany (1945) é uma astrônoma estadunidense.